# 5317 Verolacqua
5317 Verolacqua è un asteroide della fascia principale. Scoperto nel 1983, presenta un'orbita caratterizzata da un semiasse maggiore pari a 2,6465960 UA e da un'eccentricità di 0,1113460, inclinata di 13,97837° rispetto all'eclittica.